# Oligotrichum wageri
Oligotrichum wageri är en bladmossart som beskrevs av G. L. Smith 1969. Oligotrichum wageri ingår i släktet Oligotrichum och familjen Polytrichaceae. Inga underarter finns listade i Catalogue of Life.